# Aïn Romana
Ain Romana là một đô thị thuộc tỉnh Blida, Algérie. Dân số thời điểm năm 2002 là 9.667 người.